# 斯特芬·鲍姆加特
斯特芬·鲍姆加特（德語：Steffen Baumgart，1972年1月5日—）是一位德国前足球运动员及现任足球教练，自2025年1月起执教德国足球甲级联赛俱乐部柏林联。

## 球员生涯
鲍姆加特从1988年至1991年间效力于什未林迪纳摩，并于1989-90赛季随队晋级工联杯决赛，最终以1比2不敌德累斯顿迪纳摩而屈居亚军。两德统一后，鲍姆加特转投奥里希体育俱乐部，他在那里签署了业余球员合同并进行机动车机械师的职业培训。
这位身高1.78米的中锋于1995年在汉莎罗斯托克开启了职业生涯，总体而言，他在罗斯托克效力了六年，共射入32球。2002年，鲍姆加特加盟柏林联盟，为期两年并担任队长。期间他于2003-04赛季随队排名倒数第二，不幸从德乙联赛降级。
降级后，鲍姆加特仍然留在德乙，并转投科特布斯能量。他于首个赛季帮助球队顺利保级，又于第二个赛季成功升入德甲联赛。在接下来的德甲赛季，鲍姆加特跟随这支卢萨蒂亚球队站稳了阵脚，但至2008年1月3日却遭到球队解约。同年1月22日，他获北部地区联赛俱乐部马格德堡签入。后者希望这位经验丰富的职业球员能够帮助他们取得新成立的德丙联赛参赛资格。但由于最终升级失败，且随后的合同谈判未能达成协议，鲍姆加特遂转会至日耳曼尼亚申艾谢。至2010-11赛季，他又加盟沃尔特斯多夫（SV 1919 Woltersdorf）并参加勃兰登堡州级联赛。
鲍姆加特在所参加的225场德甲联赛中共射入29球；而在德乙联赛中则出场142次并射入36球。

## 教练生涯
2009年3月31日，鲍姆加特被任命为马格德堡的新任主教练，这是由于马格德堡的预期目标是升入德丙，但当时已与联赛领头羊荷尔斯泰因基尔拉开较大的差距，因此原主教练保罗·林茨遭到解约。鲍姆加特最初收到的合同是期至赛季末。尽管球队后来与基尔的差距拉大到14分，而马格德堡最终名列第四，但他的合同却得以延长一年，至2010年6月止。鲍姆加特作为主教练的首个成就是在2009年的萨克森-安哈尔特杯决赛上以1比0战胜哈勒，从而获得州级杯赛冠军。至2010年10月23日，他在经历了一系列的败仗后而辞职。
从2012年1月至2012-13赛季结束，鲍姆加特是汉莎罗斯托克的助理教练。2015年7月，他又成为地区联赛球队柏林07的主教练，在该赛季结束时，他率队在东北地区联赛中名列第2，与榜首的茨维考仅有1个净胜球的差距。至2016年8月31日，柏林07宣布与鲍姆加特分手。
2017年4月26日，鲍姆加特获任命为德丙俱乐部帕德博恩07的新任主教练。在2016-17赛季剩余的5场比赛中，鲍姆加特帮助球队狂揽11分，却仍无法避免帕德博恩降入地区联赛。尽管降级，他仍将合同延长至2018年中期。随后，由于从德乙降级的慕尼黑1860不符合德丙参赛条件而须直降地区联赛，从而使帕德博恩得以幸运留在德丙。在2017-18赛季，鲍姆加特率队以亚军的身份直接晋级德乙，并以单季90个入球创造了德丙联赛的新纪录。在此期间，他的合同也于2018年1月18日被延长至2020年6月底。在2017年和2018年，帕德博恩还连续夺得了威斯特法伦杯的冠军。2019年5月19日，随着帕德博恩在鲍姆加特的带领下成为当季德乙亚军，得以历史上第二次升入德甲。